# Badminton nos Jogos Pan-Americanos de 2023 - Duplas femininas
O torneio de duplas femininas do badminton nos Jogos Pan-Americanos de 2023 foi disputado entre 22 e 25 de outubro de 2023 no Centro de Treinamento Olímpico, em Ñuñoa. Um total de 32 competidoras de 12 Comitês Olímpicos Nacionais (CON) participaram do evento.

## Calendário
Horário local (UTC−3).
| Data          | Hora  | Fase             |
| ------------- | ----- | ---------------- |
| 22 de outubro | 16:00 | Oitavas de final |
| 23 de outubro | 9:00  | Quartas de final |
| 24 de outubro | 11:00 | Semifinais       |
| 25 de outubro | 9:00  | Final            |

## Medalhistas
| Ouro   | CAN Catherine Choi e Josephine Wu                                     |
| Prata  | USA Annie Xu e Kerry Xu                                               |
| Bronze | MEX Romina Fregoso e Miriam Rodríguez BRA Juliana Vieira e Sânia Lima |

## Cabeças de chave
As cabeças de chave do torneio foram as seguintes:
1. CAN Catherine Choi / Josephine Wu (campeãs, medalha de ouro)
2. USA Annie Xu / Kerry Xu (final, medalha de prata)
3. BRA Jaqueline Lima / Sâmia Lima (oitavas, desistiram)
4. BRA Juliana Vieira / Sânia Lima (semifinal, medalha de bronze)

## Resultados
A competição foi realizada ao longo de quatro dias até a definição das medalhistas. As perdedoras das semifinais conquistaram automaticamente as medalhas de bronze.
| Primeira rodada | Primeira rodada                            | Primeira rodada | Primeira rodada | Primeira rodada |  |  | Quartas de final | Quartas de final                           | Quartas de final | Quartas de final | Quartas de final |  |  | Semifinal | Semifinal                               | Semifinal | Semifinal | Semifinal |  |  | Final | Final                               | Final | Final | Final |
|                 |                                            |                 |                 |                 |  |  |                  |                                            |                  |                  |                  |  |  |           |                                         |           |           |           |  |  |       |                                     |       |       |       |
| 1               | CAN Catherine Choi CAN Josephine Wu        | 21              | 21              |                 |  |  |                  |                                            |                  |                  |                  |  |  |           |                                         |           |           |           |  |  |       |                                     |       |       |       |
|                 | EAI Mariana Palacios EAI Adriana Barrios   | 3               | 3               |                 |  |  | 1                | CAN Catherine Choi CAN Josephine Wu        | 21               | 21               |                  |  |  |           |                                         |           |           |           |  |  |       |                                     |       |       |       |
|                 | PER Inés Castillo PER Paula la Torre Regal | 21              | 21              |                 |  |  |                  | PER Inés Castillo PER Paula la Torre Regal | 9                | 9                |                  |  |  |           |                                         |           |           |           |  |  |       |                                     |       |       |       |
|                 | ESA Fátima Centeno ESA Daniela Hernández   | 10              | 12              |                 |  |  |                  |                                            |                  |                  |                  |  |  | 1         | CAN Catherine Choi CAN Josephine Wu     | 21        | 21        |           |  |  |       |                                     |       |       |       |
| 3               | BRA Jaqueline Lima BRA Sâmia Lima          |                 |                 |                 |  |  |                  |                                            |                  |                  |                  |  |  |           | MEX Romina Fregoso MEX Miriam Rodríguez | 10        | 7         |           |  |  |       |                                     |       |       |       |
|                 | MEX Romina Fregoso MEX Miriam Rodríguez    | w/o             |                 |                 |  |  |                  | MEX Romina Fregoso MEX Miriam Rodríguez    | 21               | 21               |                  |  |  |           |                                         |           |           |           |  |  |       |                                     |       |       |       |
|                 | CHI Camila Astorga CHI Valeria Santos      | 17              | 12              |                 |  |  |                  | JAM Tahlia Richardson JAM Katherine Wynter | 19               | 16               |                  |  |  |           |                                         |           |           |           |  |  |       |                                     |       |       |       |
|                 | JAM Tahlia Richardson JAM Katherine Wynter | 21              | 21              |                 |  |  |                  |                                            |                  |                  |                  |  |  |           |                                         |           |           |           |  |  | 1     | CAN Catherine Choi CAN Josephine Wu | 21    | 10    | 21    |
|                 | DOM Nairoby Jiménez DOM Alissa Acosta      | 10              | 11              |                 |  |  |                  |                                            |                  |                  |                  |  |  |           |                                         |           |           |           |  |  | 2     | USA Annie Xu USA Kerry Xu           | 18    | 21    | 17    |
|                 | CAN Wen Yu Zhang CAN Eliana Zhang          | 21              | 21              |                 |  |  |                  | CAN Wen Yu Zhang CAN Eliana Zhang          | 9                | 21               | 18               |  |  |           |                                         |           |           |           |  |  |       |                                     |       |       |       |
|                 | CHI Ashley Montre CHI Vania Díaz           | 6               | 8               |                 |  |  | 4                | BRA Juliana Vieira BRA Sânia Lima          | 21               | 19               | 21               |  |  |           |                                         |           |           |           |  |  |       |                                     |       |       |       |
| 4               | BRA Juliana Vieira BRA Sânia Lima          | 21              | 21              |                 |  |  |                  |                                            |                  |                  |                  |  |  | 4         | BRA Juliana Vieira BRA Sânia Lima       | 7         | 18        |           |  |  |       |                                     |       |       |       |
|                 | CUB Taymara Oropesa CUB Yeily Ortiz        | 17              | 19              |                 |  |  |                  |                                            |                  |                  |                  |  |  | 2         | USA Annie Xu USA Kerry Xu               | 21        | 21        |           |  |  |       |                                     |       |       |       |
|                 | EAI Diana Corleto EAI Nikté Sotomayor      | 21              | 21              |                 |  |  |                  | EAI Diana Corleto EAI Nikté Sotomayor      | 8                | 6                |                  |  |  |           |                                         |           |           |           |  |  |       |                                     |       |       |       |
|                 | ARG Ailén Oliva ARG Iona Gualdi            | 6               | 5               |                 |  |  | 2                | USA Annie Xu USA Kerry Xu                  | 21               | 21               |                  |  |  |           |                                         |           |           |           |  |  |       |                                     |       |       |       |
| 2               | USA Annie Xu USA Kerry Xu                  | 21              | 21              |                 |  |  |                  |                                            |                  |                  |                  |  |  |           |                                         |           |           |           |  |  |       |                                     |       |       |       |